# 荔波连蕊茶
荔波连蕊茶（学名：Camellia lipoensis）为山茶科山茶属的植物，为中国的特有植物。分布于中国大陆的四川、贵州等地，多生长在石灰岩山地，目前尚未由人工引种栽培。